# Alayah Pilgrim
Alayah Pilgrim (* 29. April 2003 in Muri, Kanton Aargau) ist eine Schweizer Fussballspielerin marokkanisch-schweizerischer Abstammung. Sie spielt für die AS Rom und für die Schweizer Nationalmannschaft.

## Karriere

### Vereine
Pilgrim begann im Alter von sechs Jahren in den Knabenmannschaften des FC Muri Fussball zu spielen. 2017 wechselte sie mit 14 Jahren zur U-17-Frauenmannschaft des FC Aarau, trainierte eine Zeitlang aber weiterhin mit den Junioren. 2018 wurde sie in die erste Mannschaft aufgenommen und spielte zwei Jahre lang in der Nationalliga B. 2020 wechselte sie zum FC Basel in die höchste Schweizer Liga. Die erste Saison beendete sie mit dem FCB auf dem 4. Platz. In der Saison 2021/22 lag Basel nach der Qualifikation erneut auf Rang 4, qualifizierte sich dann für den Halbfinal der Playoffs gegen Servette Chênois, der knapp im Penaltyschiessen verloren ging. Im Juni 2022 wechselte sie zum amtierenden Schweizer Meister FC Zürich Frauen, Pilgrim unterzeichnete einen Dreijahresvertrag. Den Wechsel ins Ausland wollte Pilgrim nach eigenen Angaben noch nicht machen, trotz Angeboten aus der deutschen Bundesliga. Am 28. September erzielte Pilgrim im Spiel gegen Sarajevo ihr erstes Tor für den FCZ. Mit dem FCZ spielte Pilgrim am 19. Oktober 2022 das erste Mal in der Champions League gegen den italienischen Verein Juventus. Am Ende der Saison gewann sie mit dem Team die Schweizer Meisterschaft.
Im Januar 2024 wechselte sie während der Saison zur AS Rom in die erste italienische Liga. Ihr erstes Jahr war von mehreren Verletzungen geprägt, weswegen sie nur zu wenigen Einsätzen kam.

### Nationalmannschaft
Pilgrim spielte bislang in der U-16-, U-17- und U-19-Auswahl der Schweiz. 2019 spielte sie für die U-17-Nationalmannschaft. Im Oktober zog sie sich einen Bänderriss am Fuss zu. Ein halbes Jahr später gelangen ihr in einem Länderspiel der U-17-Mannschaft gegen Dänemark vier Tore. Insgesamt spielte sie 6 Mal für die U-17-Nationalmannschaft und schoss dabei sieben Tore.
Für das Spiel gegen Dänemark vom 11. November 2022 stand Pilgrim zum ersten Mal im Aufgebot für die A-Nationalmannschaft, sie konnte diesem krankheitsbedingt jedoch nicht nachkommen. Sie stand im erweiterten Kader für die Weltmeisterschaft 2023, wurde jedoch nicht für das Turnier aufgeboten. Sie erhielt darauf ein Angebot, für die marokkanische Nationalmannschaft am Turnier teilzunehmen. Das wäre möglich gewesen, da ihr Vater Marokkaner ist und sie noch kein Länderspiel für die Schweiz bestritten hatte. Sie sagte jedoch ab, weil sie für das Land spielen wolle, in dem sie aufgewachsen und ausgebildet worden sei. Ihr Ziel sei die Teilnahme an der Europameisterschaft 2025 mit der Schweiz. Ihr Länderspieldebüt gab sie am 22. September 2023 gegen Italien in der Nations League. Sie wurde in der 80. Minute eingewechselt und brachte sofort neuen Schwung in die Schweizer Offensive. In den Medien wurde sie danach als «Offensiv-Lichtblick» und ihr Debüt als «fulminant» bezeichnet. Am 31. Oktober 2023 schoss sie beim 1:7 gegen Spanien ihr erstes Tor im Nationalteam. Sie wurde in den Kader für die Europameisterschaft 2025 berufen und wurde in allen vier Spielen der Schweizerinnen jeweils eingewechselt. Im zweiten Gruppenspiel gegen Island erzielte sie das 2:0. Die Schweiz erreichte den Viertelfinal.

## Erfolge
- Schweizer Meister: 2023
- Italienischer Meister: 2024

## Persönliches
Pilgrim absolvierte am Spital Muri eine Lehre zur Fachfrau Gesundheit, die sie im Sommer 2021 abschloss. Seit 2019 ist sie in einer Beziehung mit dem Fussballer Elijah Okafor. Neben dem Fussball verdient sie Geld als Influencerin. Als ihr Vorbild nennt sie Sam Kerr.